# Давид Марсе
Дави́д Марсе́ (фр. David Marsais; 4 квітня 1984, Івлін, Іль-де-Франс, Франція) — французький актор, комік, продюсер і сценарист. Учасник французького комедійного дуету «Palmashow».

## Біографія
Давид Марсе народився 4 квітня 1984 року в департаменті Івлін, регіон Іль-де-Франс у Франції. Свою пристрасть до комедії та гумору Давид уперше проявив, навчаючись в початковій школі. Пізніше він почав відвідувати місцеву театральну школу для дітей, після того, як зіграв у шкільній виставі, поставленим його вчителем. Проте після закінчення середньої школи, Давид несподівано для себе вирішив стати економістом і поступив в Університет Париж-Дофін. Незабаром після цього він покинув університет і вирішив присвятити своє життя гумору.
У 2003 році Марсе поступив у театральну школу Atelier Blanche Salant, а в 2008 році отримав ступінь магістра політології. Ще в студентські роки Марсе познайомився з Грегуаром Людигом, з яким пізніше створив комедійний дует «Palmashow». Саме виступи з Людигом принесли Давиду Марсе успіх і популярність, завдяки чому пізніше він почав зніматися в кіно й на телебаченні.
У великому кіно Давид Марсе дебютував у 2012 році в комедії Софі Лелуш «Париж-Мангеттен». Пізніше актор знявся у фільмах «9 місяців суворого режиму» (2013, реж. Альбер Дюпонтель), «Газелі» (2013, реж. Мона Ашаш), «Superнянь», і «Superнянь 2» режисерів Ніколя Бенаму та Філіппа Лашо.
У 2017 році Марсе зіграв роль Стена в комедійному фільмі Тарека Будалі «Одружись зі мною, чувак», а також зіграв роль поліцейського в різдвяній комедії Алена Шаба «Санта і компанія» та озвучив французькою мовою персонажа Бальтазара Брейка в анімаційному фільмі «Нікчемний я 3».

## Фільмографія
| Рік  |    | Українська назва                 | Оригінальна назва                | Роль                       |
| ---- | -- | -------------------------------- | -------------------------------- | -------------------------- |
| 2008 | с  | Корпорація героїв                | Hero Corp                        | Fer-Man                    |
| 2009 | с  | Сімейна сцена                    | Scènes de ménages                | Стефан                     |
| 2011 | с  | Коротше                          | Bref                             | Фаб'єн                     |
| 2012 | ф  | Париж-Мангеттен                  | Paris-Manhattan                  | клієнт Аліси на ярмарку    |
| 2013 | ф  | 9 місяців суворого режиму        | 9 mois ferme                     |                            |
| 2013 | кф | Живий мрець                      | Le vivant-mort                   | банкір                     |
| 2013 | кф | Пережиток супергероїв            | The Superheroes Hangover         |                            |
| 2013 | ф  | Газелі                           | Les gazelles                     | Олів'є                     |
| 2014 | ф  | Superнянь                        | Babysitting                      | Жан                        |
| 2014 | ф  | Французи з континенту            | Les Francis                      | перший жандарм             |
| 2015 | ф  | Superнянь 2                      | Babysitting 2                    | жандарм                    |
| 2015 | ф  | Роздільники                      | Les dissociés                    | Тібул                      |
| 2016 | ф  | Божевільна історія Макса і Леона | La folle histoire de Max et Léon |                            |
| 2017 | кф | Порошинка                        | Grain de poussière               | Ніцше                      |
| 2017 | ф  | Одружись зі мною, чувак          | Épouse-moi mon pote              | Стен                       |
| 2017 | ф  | Санта і компанія                 | Santa & Cie                      | інспектор Олів'є Ле Геннек |
| 2020 | ф  | Відчайдушні втікачі              | Adieu les cons                   |                            |

Озвучення
- 2017 : Нікчемний я 3 / Despicable Me 3 — Бальтазара Брейк